# Cross-border lease
Cross-border lease-contracten (CBL-contracten), ook wel exportleasing genoemd, is een vorm van leasing waarbij de leasinggever en de leasingnemer een verschillende nationaliteit hebben. 
Deze financiële transacties komen – in essentie – op het volgende neer:
- De eigenaar van een kapitaalgoed gaat een langlopend contract aan met een investeerder, veelal gevestigd in de Verenigde Staten. Op grond hiervan krijgt de investeerder het economisch eigendom of een langdurig gebruiksrecht (tot wel 100 jaar) van het kapitaalgoed en betaalt een bedrag ineens bij het aangaan van de transactie.  De oorspronkelijke eigenaar huurt het kapitaalgoed vervolgens terug voor een bepaalde, veelal kortere, looptijd. De oorspronkelijke eigenaar betaalt periodiek huur aan de investeerder. Aan het einde van deze looptijd heeft de oorspronkelijke eigenaar een optie tot terugkoop van het kapitaalgoed tegen een prijs die bij de aanvang van de transactie is afgesproken. Bij CBL-contracten spelen fiscale motieven vaak een rol.[1]
- De leasinggever blijft te allen tijde de juridische eigenaar van het goed, maar aangezien het goed zich op een grote afstand van de leasinggever kan bevinden en het goed in eventuele productie kan worden aangewend, kan het onmogelijk worden het goed terug te halen.

Als men Cross-border lease bekijkt van het standpunt waarbij leasing gelijk is aan objectfinanciering, kan men stellen dat exportleasing geen 'zuivere' vorm is van leasing. De leasinggever blijft zoals vermeld juridisch eigenaar, maar hij zal bijkomende garanties zoeken omdat het goed zelf geen borg meer is. Hiermee is in feite de essentiële eigenschap van leasing aangetast.

## Nederlandse nutsbedrijven
In de periode 1990 tot 2000 hebben diverse Nederlandse nutsbedrijven CBL-contracten met Amerikanen afgesloten. Het betreffende kapitaalgoed was dan een elektriciteitscentrale of –netwerk. Op papier is het eigendom in handen gekomen van een Amerikaanse investeerder, maar het Nederlandse nutsbedrijf kan de centrale of elektriciteitsnet blijven gebruiken. Door de speciale structuur van het contract heeft de Amerikaanse investeerder de mogelijkheid om op het bezit af te schrijven, waardoor hij een fiscaal voordeel heeft. Dit voordeel wordt gedeeld met het Nederlandse nutsbedrijf.
In 2007 hadden drie Nederlandse netbeheerders netten die met CBL-contracten waren belast, namelijk: DELTA, Stedin (volledig net) en Continuon (deel van het net).